# Cephalanthus salicifolius
Cephalanthus salicifolius är en måreväxtart som beskrevs av Alexander von Humboldt och Aimé Bonpland. Cephalanthus salicifolius ingår i släktet Cephalanthus och familjen måreväxter. Inga underarter finns listade i Catalogue of Life.